# یان نولتن
یان نولتن (هلندی: Jan Nolten; ۲۰ ژانویهٔ ۱۹۳۰ – ۱۳ ژوئیهٔ ۲۰۱۴) دوچرخه‌سوار اهل هلند بود.